# Крістіан Доплер
Крістіан Доплер (нім. Christian Doppler; 29 листопада 1803, Зальцбург — 17 березня 1853, Венеція) — австрійський фізик і математик, найвідоміший відкриттям ефекту Доплера, тобто зміни спостережної частоти звукової або світлової хвилі через відносний рух спостерігача і джерела сигналу. Тепер цей ефект широко використовується для вимірювання швидкостей руху в техніці, медицині, метеорології, астрономії, космології.
Життя Доплера пройшло в Австрійській імперії: він народився в Зальцбурзі, здобув освіту у Відні, працював в університетах Відня і Праги. 1842 року в Празі представив свою найвідомішу роботу «Про кольорове світло подвійних зір і деяких інших небесних світил». Помер від легеневого захворювання у Венеції, куди поїхав на лікування. Був першим директором Інституту фізики Віденського університету, почесним доктором Празького університету, членом Королівського наукового товариства Богемії і Віденської академії наук.

## Біографія

### Походження та освіта

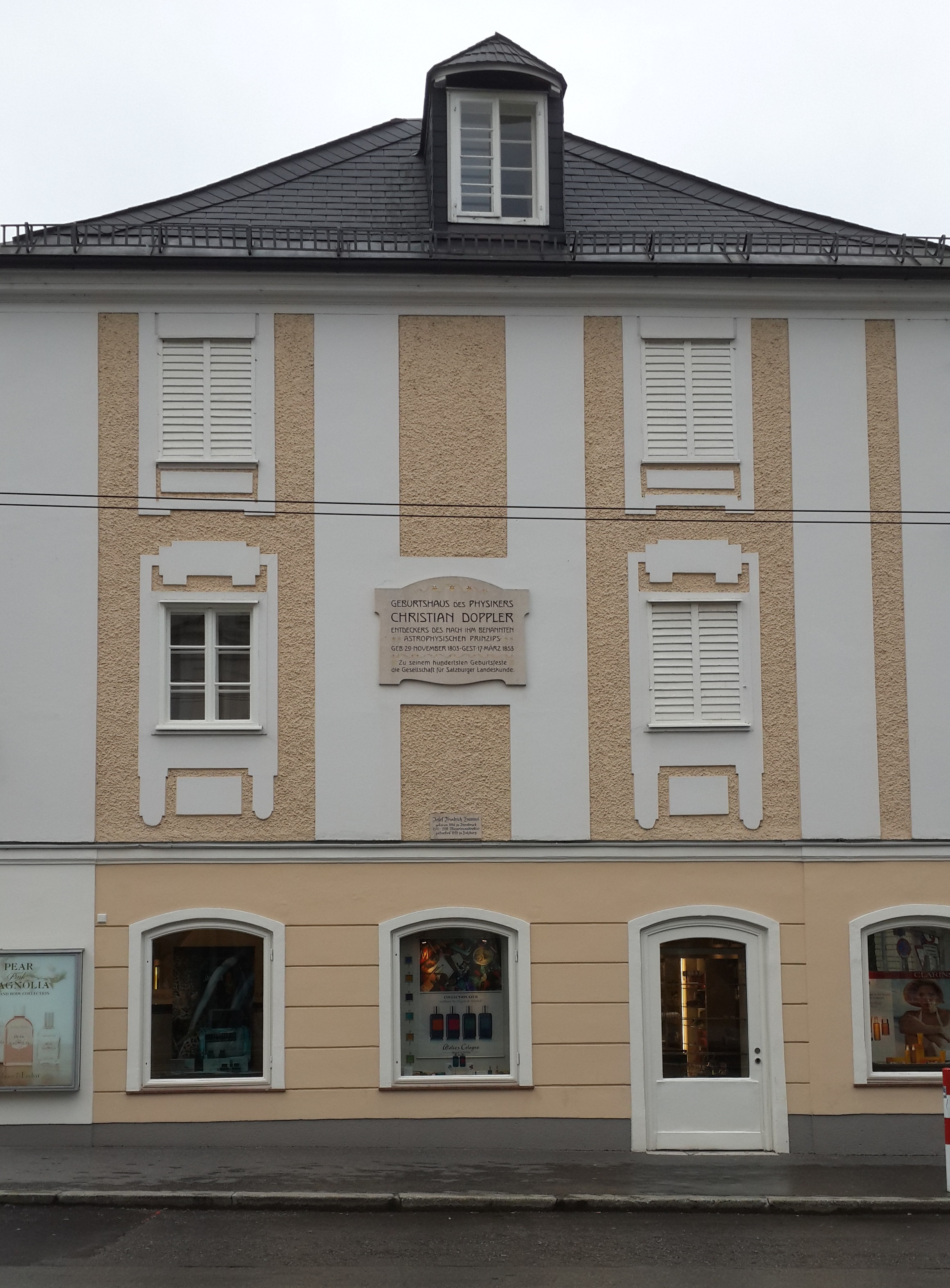
Будинок, де народився Доплер, на площі Макарт в Зальцбурзі, поруч із місцем, де жила родина Моцарта. Нині тут розміщено Доплерівське науково-меморіальне товариство.

Крістіан Доплер народився 29 листопада 1803 в Зальцбурзі. В церковних записах про його народження і хрещення він записаний як Крістіан Андреас Доплер, хоч ім'я Андреас він ніколи надалі не використовував. Вже після його смерті астроном Юліус Шайнер помилково написав його ім'я як Йоганн Крістіан Доплер, і цю помилку скопіювало багато джерел.
Батьками Крістіана були Йоганн (1766—1823) і Тереза Доплер. У них було п'ятеро дітей: Йоганн, Катаріна, Терезіа, Крістіан та Анна. Батько Доплера був каменярем і займався постачанням мармурових плит і вівтарів в Аугсбург, Мюнхен, Лінц, Відень і Штирію, а також для резиденції Людвіга I Баварського. Його справи йшли успішно і дозволили йому збудувати дорогий будинок на площі Макарт в Зальцбурзі, в якому й народився Крістіан Доплер. За родинною традицією він теж міг би стати каменярем. Він ріс у середовищі каменярів і з ранніх років навчався цього ремесла. Однак слабке здоров'я не дозволило йому продовжити сімейну справу.
У дитинстві Доплер відвідував початкову школу в Зальцбурзі та середню школу в Лінці, виявивши там видатні здібності до математики. Його батьки, сумніваючись в наукових здібностях сина, радились з викладачем математики Зальцбурзького ліцею, і за його рекомендацією Доплер у 1822 році поїхав до нещодавно заснованого Віденського політехнічного інституту. Здобувши високі оцінки з математики та інших наук, Доплер успішно закінчив інститут у 1825 році. 1825 року він повернувся до рідного Зальцбурга і прослухав курс лекцій з філософії в Зальцбурзькому ліцеї. Близько року Доплер заробляв на життя уроками фізики та математики у коледжі Святого Руперта. Потім він вивчав вищу математику, механіку й астрономію у Віденському університеті, закінчивши його в 1829 році.

### Початок наукової та педагогічної кар'єри
У 1829 році Доплер отримав посаду асистента професора вищої математики та механіки Віденського університету Адама фон Бурга. За час роботи у Віденському університеті він опублікував чотири статті з математики, перша з яких називалася «Внесок у теорію паралелей». Ця посада була тимчасовою, і Доплер почав шукати постійну позицію. В той час відбір на викладацькі позиції в Австрійській імперії відбувався на основі пробних лекцій і письмових екзаменаційних робіт кандидатів. При цьому оцінювалось володіння матеріалом з цього предмету, але знання поза межами програми й наукові досягнення ніяк не заохочувались. Доплер подавав заявки до шкіл Лінца, Зальцбурга, Гориції, Любляни, на посаду завідувача кафедри вищої математики у Віденському політехнічному інституті, на посаду професора арифметики, алгебри, теоретичної геометрії та бухгалтерського обліку в Технічній середній школі в Празі.
Поки тривав відбір, Доплер залишався без академічної позиції. Починаючи з 1833 року, він півтора року працював клерком на бавовняній фабриці у Зальцбурзі. Через неможливість професійної реалізації Доплер вирішив емігрувати до Сполучених Штатів і звернувся до американського консула в Мюнхені з питанням про можливість еміграції та викладацької діяльності в США. Готуючись емігрувати, він вже почав розпродавати своє майно, коли раптом отримав запрошення на роботу від Технічної середньої школи у Празі, в яку колись подавав заявку.

### Викладацька робота в Празі

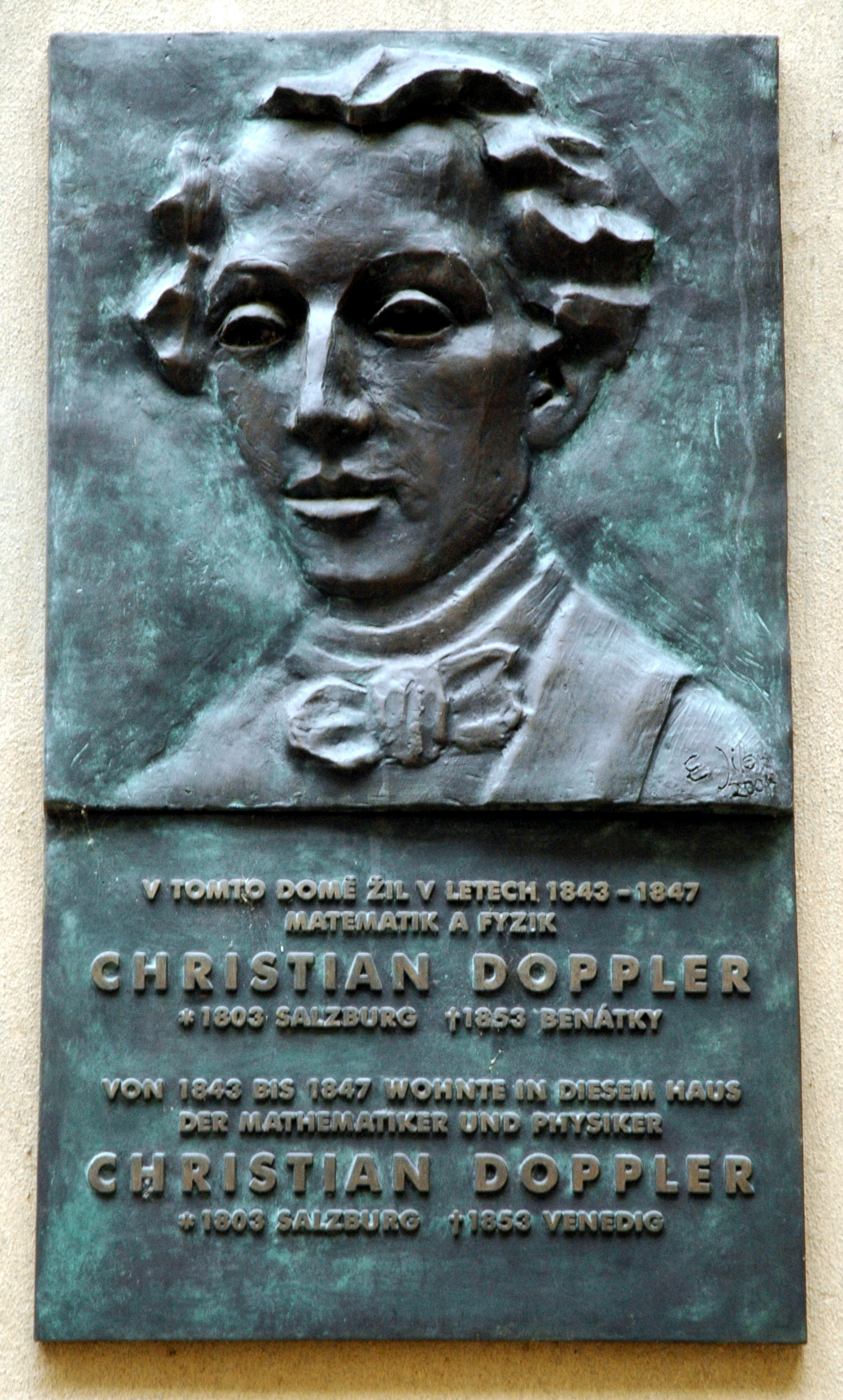
Меморіальна дошка на будинку в Празі, в якому Доплер жив з 1843 по 1847 рік

Доплер прийняв цю пропозицію, і 30 квітня 1835 року (аж через два роки з моменту подання заявки) він став викладачем у Технічній середній школі у Празі. Ця робота в школі не задовольняла його амбіцій, і він пробував змагатись за посаду професора в Празькому політехнічному інституті, але безуспішно. Однак у 1836—1838 роках йому дозволили викладати вищу математику в політехнічному інституті 4 години на тиждень, і він радо скористався цією нагодою. Зокрема, це приносило додаткові гроші, яких він потребував, зокрема, тому, що в 1836 році він одружився.
В кінці 1837 року в політехнічному інституті звільнилась посада професора практичної геометрії та елементарної математики. Доплер одразу почав виконувати обов'язки на цій посаді, однак 3 жовтня 1839 року провели конкурс на заміщення цієї посади. Доплер не мав брати участь у цьому конкурсі, однак засмутився, що конкурс взагалі проводився. Нарешті, в березні 1841 року він був формально призначений на посаду професора в Празькому політехнічному інституті.
У період з 1835 по 1841 Доплер проводив багато часу в тісних і душних аудиторіях, де читав лекції великій кількості студентів. Сучасники вважали, що саме в ці роки він захворів на легеневий туберкульоз, від якого згодом помер. Подальше викладання й особливо прийом екзаменів теж були дуже виснажливими для Доплера й погіршували його й без того слабке здоров'я. Наприклад, в січні-лютому 1843 року він мав усно й письмово проекзаменувати 256 студентів за 17 днів (мінімум 6 годин на день) з арифметики й алгебри, в червні-липні за 12 днів він мав проекзаменувати стільки ж студентів з теоретичної геометрії, а в липні-серпні за 8 днів — ще 145 студентів з геодезії. У 1847 він приймав усні екзамени з математики у 526 і з геодезії у 289 студентів. 1844 року студенти поскаржились, що Доплер приймав екзамени занадто суворо. Було проведено розслідування, призначено перескладання екзамену, а Доплеру оголошено догану. Він не визнав провини, і наприкінці 1844 року догану було скасовано. Однак через погіршення здоров'я в 1844 році Доплер мусив взяти відпустку за хворобою і повернувся до роботи лише 1846 року.

### Наукова робота в Празі й відкриття ефекту Доплера

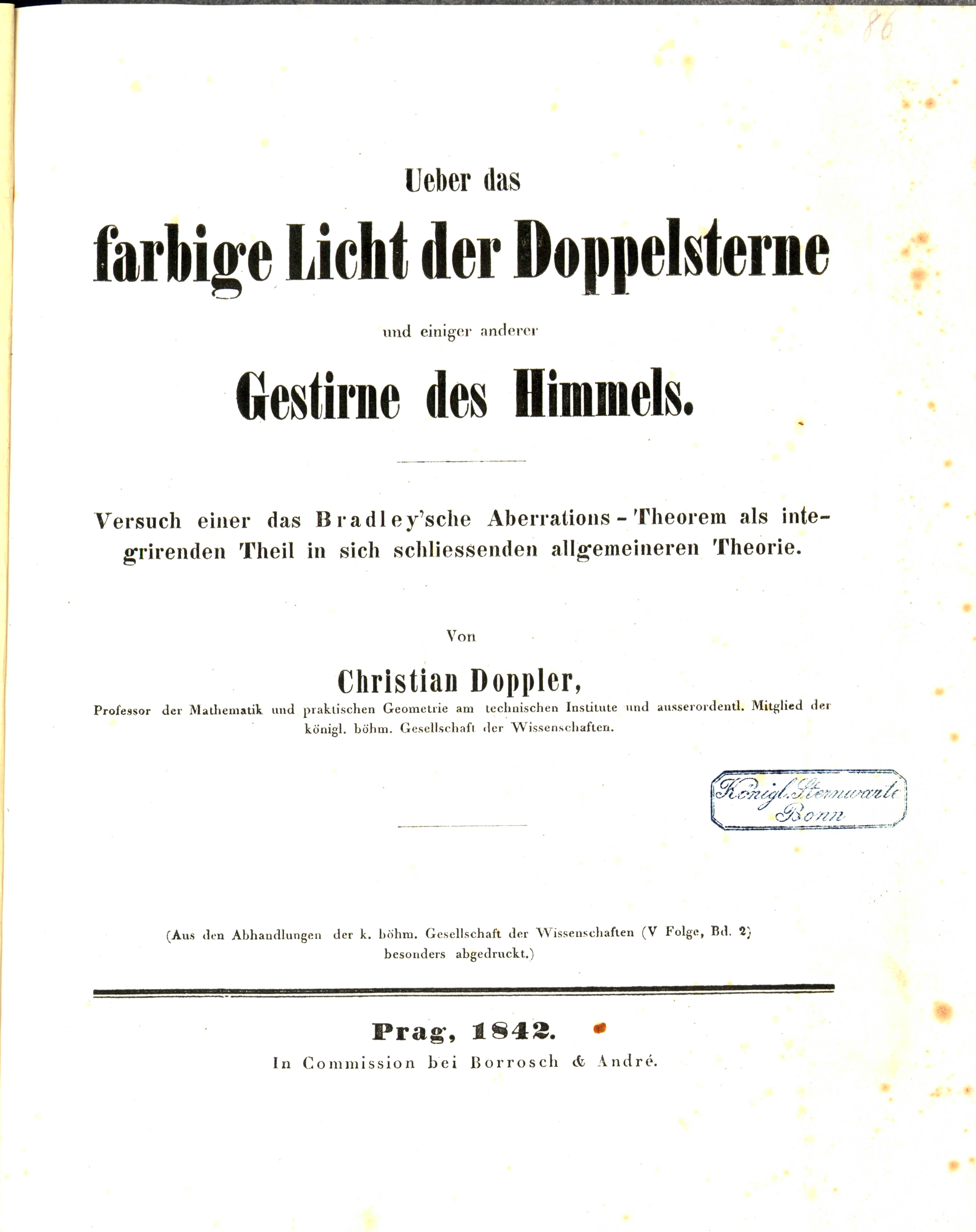
Титульний лист статті «Про кольорове світло подвійних зір і деяких інших небесних світил»

Незважаючи на стан здоров'я та виснажливу викладацьку діяльність, Доплер продовжував інтенсивно займатися наукою. Його наукові інтереси лежали в таких галузях фізики як оптика та акустика. Він опублікував новий метод визначення відстаней, досліджував аберацію світла, працював над теорією мікроскопа і теорією кольорів, конструкцією оптичного далекоміра, запропонував застосування фотографічних методів в астрономії, досліджував електрику та магнетизм, зміну магнітного схилення з часом. Багато його ідей були досить революційними, однак непрактичними. З 1837 року кандидатуру Доплера висували до Королівського наукового товариства Богемії, і лише 28 червня 1840 року з невеликою перевагою (7 голосів «за» і 5 «проти») його було обрано асоційованим членом.
25 травня 1842 року на засіданні відділення природничих наук Королівського наукового товариства Богемії в Празі Доплер представив статтю, яка зробила його знаменитим, — «Про кольорове світло подвійних зір і деяких інших груп зір на небі» (нім. «Über das farbige Licht der Doppelstern und einiger anderer Gestirne des Himmels»). Цю статтю було опубліковано у працях Товариства наступного року. Основною метою статті було пояснення кольорів і світностей зір. Доплер припускав, що всі зорі в стані спокою мають однаковий білий колір, однак набувають різних кольорів через свої швидкі рухи відносно Землі. Коли ж рух зорі настільки швидкий, що все її випромінювання зсувається за межі видимого спектра, то зоря здається невидимою, — і цим він пояснював видимі спалахи нових зір. Згодом початкове припущення Доплера було спростоване: зорі мають різні кольори через різницю їхніх температур. Також швидкості відомих на той час зір виявилися набагато меншими, ніж припускав Доплер. А проте у своїй роботі він вивів правильні формули для зміни частоти звукових та світлових хвиль через рух спостерігача або джерела хвилі, тотожні сучасним (у нерелятивістському випадку), і на їх основі зробив правильні оцінки величини ефекту в різних випадках. Це явище згодом назвали його ім'ям — ефектом Доплера.
Ця стаття сильно сприяла успіху подальшої наукової кар'єри Доплера. 5 листопада 1843, його було з великою перевагою голосів (9 «за» і 1 «проти») обрано ординарним членом Королівського наукового товариства Богемії, а в 1847 році він став віцепрезидентом цього наукового товариства. В 1847 він отримав почесне звання доктора Празького університету, а в 1848 обрано членом Австрійської академії наук.

### Останні роки

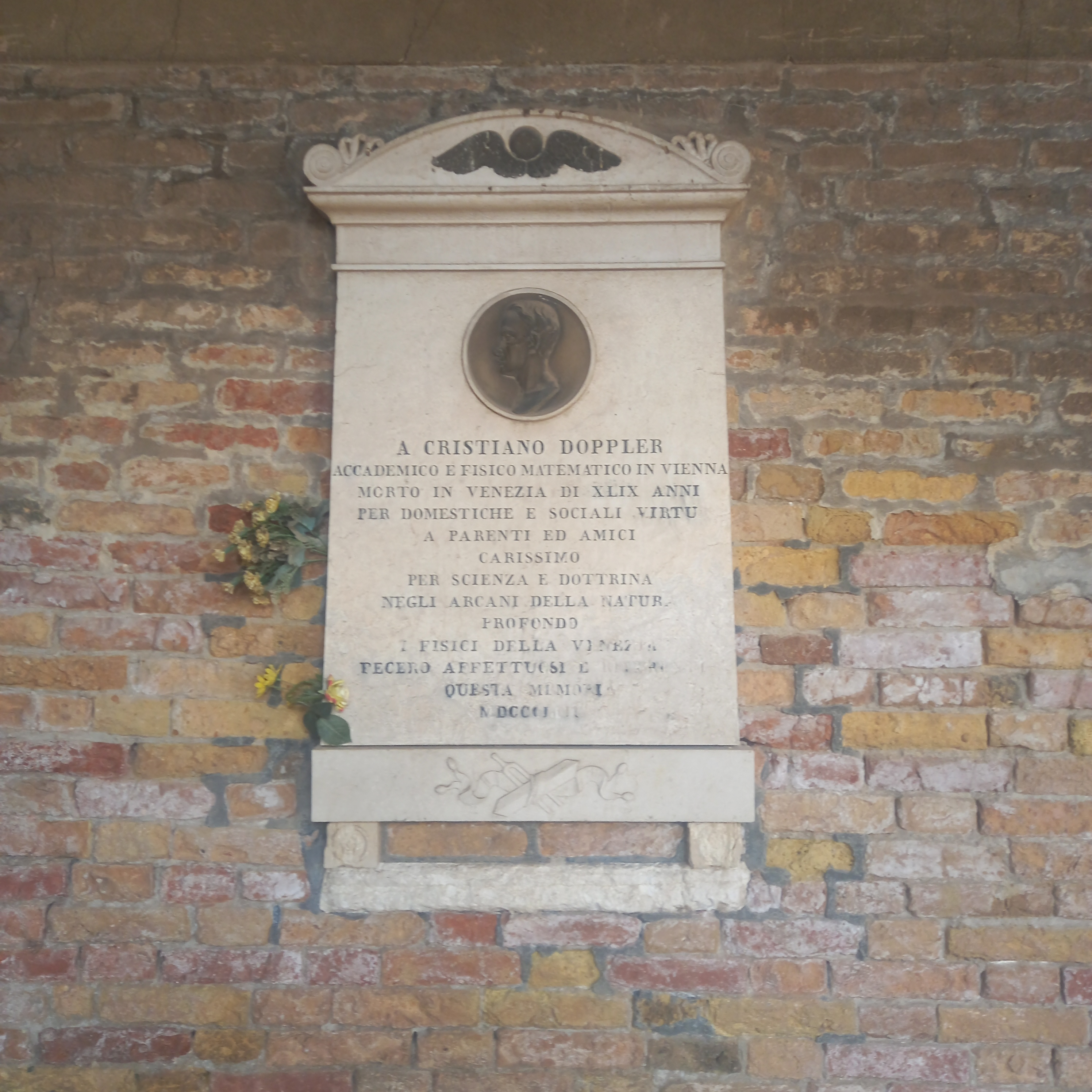
Пам'ятник на могилі Доплера у Венеції

У 1847 році Доплер перейшов на посаду професора математики, фізики та механіки у Гірничій академії в невеликому місті Банська Штявниця, однак політична нестабільність 1848 року змусила Доплера покинути Словаччину.
Оскільки він вже був знаним науковцем, йому вдалось відносно легко знайти посаду професора практичної геометрії у Віденському політехнічному інституті. Потім 17 січня 1850 року указом Імператора Франца Йосифа його призначено першим директором нового Інституту фізики Віденського університету. Одним зі студентів Доплера під час роботи у Відні був аспірант і чернець Грегор Мендель, майбутній основоположник вчення про спадковість. У 1850—1851 роках Мендель два семестри відвідував лекції та приватні уроки Доплера з фізики.
Здоров'я Доплера продовжувало гіршати, і в листопаді 1852 року він переїхав до Венеції, повітря якої на той час рекомендувалося людям з легеневими захворюваннями. Незважаючи на погане самопочуття, він продовжував працювати. В березні 1853 року його стан став різко гіршати. Дружина Доплера залишалась у Відні з п'ятьма їхніми дітьми, однак, зрозумівши, що Доплер помирає, вона поквапилась до Венеції і була поруч з ним в момент його смерті.
Доплер помер 17 березня 1853 року від тривалої хвороби легенів. Він був похований на цвинтарі на острові Сан-Мікеле. До кінця літа 1853 року з дозволу міської влади на галереї цвинтаря йому встановили пам'ятник.

## Особисте життя
1836 року Крістіан Доплер одружився з Матильдою Штурм (нім. Mathilda Sturm). 22 січня 1837 року в них народилася дочка Матильда. Згодом у сім'ї Доплера народилося ще четверо дітей — Людвіг (1838—1906), Адольф (1840—1916), Берта (1843) і Герман (1844).
У Доплера було мало друзів. 1832 року у Віденському університеті він познайомився з професором філософії Францем Екснером, який став його найкращим другом. У Празі його другом та ментором був Бернард Больцано, який рекомендував Доплера в Королівське наукове товариство Богемії та головував у товаристві під час презентації знаменитої статті Доплера.

## Пам'ять
На честь Доплера названі відкритий ним фізичний ефект і засновані на ньому технології та вимірювальні прилади — доплерографія, доплерівський радар, акустичний доплерівський вимірювач течії, лазерний доплерівський анемометр та інші. На ефекті Доплера базуються багато сучасних медичних приладів ультразвукової діагностики. Цей ефект також застосовують в космології для дослідження червоних зсувів далеких галактик і розширення Всесвіту, в астрономії для вимірювань швидкостей руху зір уздовж променя зору (наближення або віддалення від спостерігача), обертання зір і планет навколо власної осі, руху частинок в кільцях Сатурна, турбулентних потоків у сонячній фотосфері, траєкторій космічних апаратів. Зсув спектральних ліній через відносний рух джерела випромінювання і спостерігача в астрономії називають доплерівським зміщенням або доплерівським зсувом. Цей термін запровадив 1948 року Іпполіт Фізо, а перше вимірювання доплерівських зміщень в спектрах деяких зір і туманностей було здійснене вже після смерті Доплера. Розширення спектральних ліній зір, викликане різними доплерівськими зсувами окремих атомів, що рухаються з різними тепловими швидкостями, називається доплерівським уширенням.
Існує низка наукових лабораторій імені Доплера, наприклад, у Кембриджському, Віденському та Зальцбурзькому університетах. В Австрії відкрито дослідницьку асоціацію імені Крістіана Доплера, яка здійснює кооперацію між наукою і бізнесом та підтримку лабораторій імені Крістіана Доплера. У Зальцбурзі — рідному місті вченого — є лікарня, площа та міст імені Доплера. Відомий виробник шоколаду Fürst (винахідник цукерок Моцарткугель) випускає цукерки «DopplerKonfekt». У Віденському університеті встановлено пам'ятник Доплеру.
На честь науковця названі астероїд 3905 Доплер і кратер Доплер на зворотному боці Місяця.
У 2003 році на честь двохсотліття від дня народження Крістіана Доплера провели наукові конференції в містах, де пройшло життя науковця, — Зальцбурзі, Празі, Відні та Венеції. Їхні матеріали було опубліковано в книзі «Крістіан Доплер: життя і творчість, принцип і застосування», що містить огляд життя Доплера та застосування відкритого їм ефекту.
|                                |
| Пам'ятник Доплеру в Зальцбурзі |

|                                      |
| Пам'ятник у Віденському університеті |

|                                             |
| Табличка у Венеції на домі, де Доплер помер |

|                             |
| Вулиця Доплера в Амстердамі |

## Публікації
Багато дослідників сходяться на думці, що всього Доплер опублікував 51 роботу. Ось деякі з них:
- Доплер К. Внесок у теорію паралелей :  [нім.] = Ein Beitrag zu den Parallelen-Theorien // Wiener Polytechn. Jahrb. 17. — 1832.
- Доплер К. Про ймовірну причину виникнення електрики через контакт і електричний потенціал :  [нім.] = Über die wahrscheinliche Ursache der Elecktricitats-Erregung durch Berührung und der elektrischen Spannung. — Ibid, 1834.
- Доплер К. Про кольорове світло подвійних зір і деяких інших небесних світил :  [нім.] = Über das farbige Licht der Doppelstern und einiger anderer Gestirne des Himmels. — Прага: Borrosch & Andre, 1834.
- Доплер К. Про виробництво електрики тертям :  [нім.] = Ein Beitrag zur Electrizitäts-Erzeugung durch Reibung // Hessler’s encyclopädische Zeitschrift. — 1842. — Bd. 16.
- Доплер К. Підручник з арифметики та алгебри зі спеціальними посиланнями на вимоги різних наук і практичного життя, з додатком з 450 завданнями та прикладами = Arithmetik und Algebra mit besonderer Rücksicht auf die Bedürfnisse der verschiedenen Wissenschaften und des praktischen Lebens, mit einem Anhange von 450 Aufgaben und Beispielen. — Borrosch & Andre, 1842.
- Доплер К. Про сплав, який перевершує у відбивній здатності всі попередні суміші металів, і тому особливо підходить для оптичних цілей :  [нім.] = Über eine alle bisherigen Metallgemische an Reflexionsvermögen übertreffende und daher zu optischen Zwecken vorzuglich geeignete Legirung // Jahrbuch der österreichischen Akademie der Wissenschafien. — 1853.
- Доплер К. Про виняткове вдосконалення відбивного мікроскопа :  [нім.] = Über eine wesentliche Verbesserung der katoptrischen Mikroscope. — Borrosch & Andre, Прага, 1845.
- Доплер К. Спроба систематичної класифікації кольорів :  [нім.] = Versuch einer systematischen Classification der Farben. — Прага: Borrosch & Andre, 1848.
- Доплер К. Про можливість визначити число і абсолютну відстань між атомами та їх силу взаємного тяжіння, для початку в різних простих твердих тілах :  [нім.] = Über die Möglichkeit, die Anzahl und den absoluten Abstand der Korperatome sowie das Mass ihrer wechselseitigen Anziehungsstärke zunächst bei den verschiedenen einfachen festen Körpern zu bestimmen. — Прага: Borrosch & Andre, 1853. — С. 498−514.